# Café de la Nouvelle Athènes
La Nouvelle Athènes è stato un caffè parigino celebre come punto di ritrovo culturale durante il tardo Ottocento. Si trovava al numero 9 di Place Pigalle, alla confluenza fra le due vie Rue Jean-Baptiste Pigalle e Rue Frochot.
Il caffè prendeva il nome alla circostante zona del IX arrondissement, al cui interno si trova tuttora la villa Scheffer-Renan che al tempo era il secondo polo culturale locale.
Fra i frequentatori abituali del caffè si ricordano Henri Matisse, Vincent van Gogh, Federico Zandomeneghi, Marcellin Desboutin e vari artisti impressionisti, che solevano sostare nella terrazza all'aperto sulla piazza per osservare i passanti e scegliere i loro modelli. Edgar Degas usò il caffè come scenografia per uno dei suoi dipinti più celebri, L'assenzio. Il compositore Erik Satie, che suonava il pianoforte nel caffè, vi incontrò il quindicenne Maurice Ravel presentatogli da suo padre.
L'edificio che ospitava il caffè ha subito numerosi cambi d'uso e di nome. In particolare, durante gli anni '40 il caffè cambiò nome in Sphynx e diventò un locale di striptease frequentato prima dai nazisti e poi dai partigiani del movimento France libre; successivamente, dagli anni '80 in poi cambiò nuovamente nome in New Moon e divenne una live house per musica rock: vi si esibirono fra gli altri Mano Negra, French Lovers, Noir Désir, Calvin Russel, Naked Apes of Reason e Les Wampas.
Nel 2004 il caffè è bruciato in un incendio e l'edificio, pericolante e non più recuperabile, è stato demolito. Al suo posto è stato ricostruito un nuovo edificio adibito a negozio.